# Christel Schaldemose

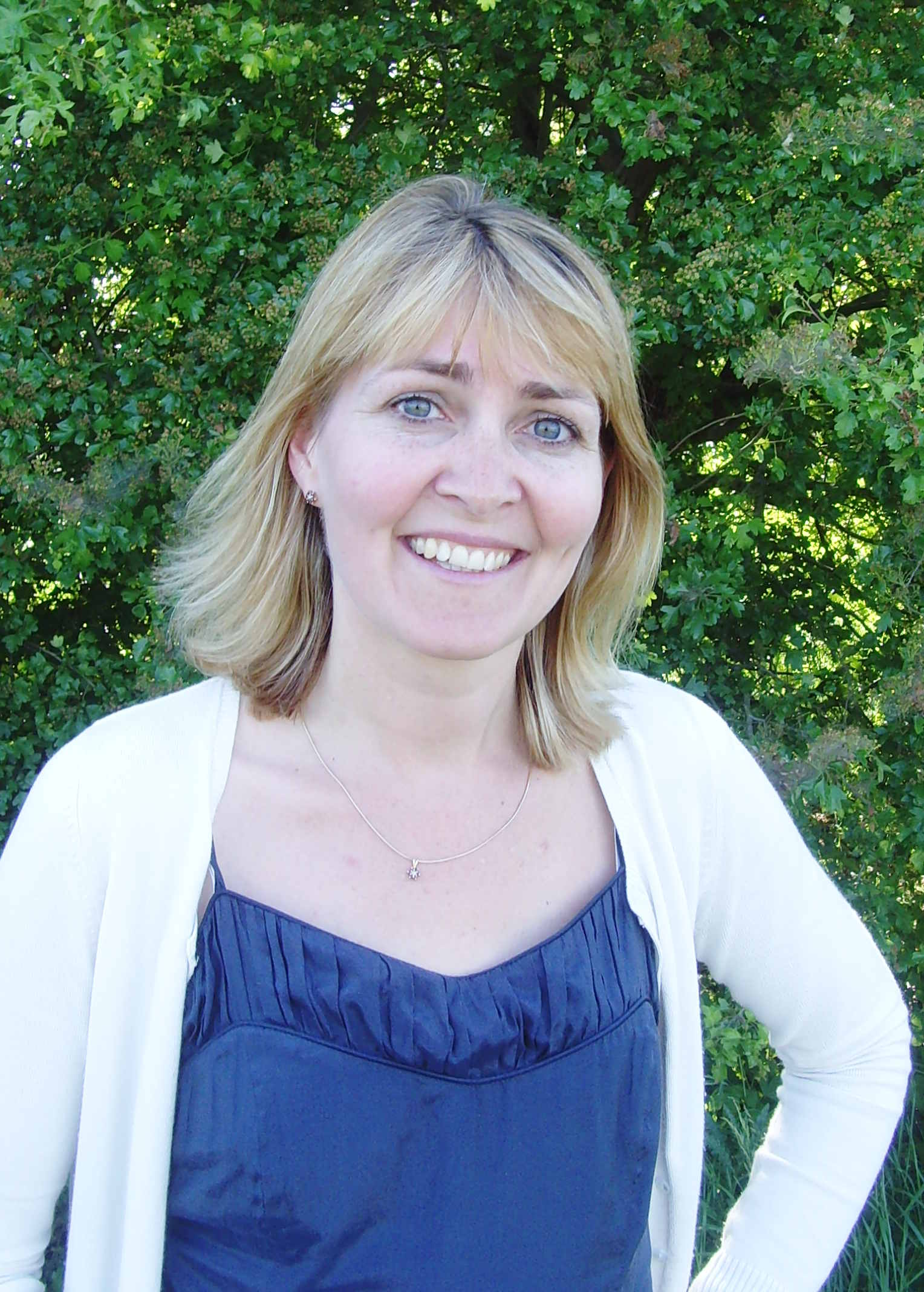
Christel Schaldemose in 2008

Christel Schaldemose (Odense, 4 augustus 1967) is een Deens politica.
Schaldemose studeerde geschiedenis en werkte als historicus. Van 1985 tot 1989 was zij lid van het bestuur van de Sociaal-Democratische Jeugdliga (Danmarks Socialdemokratiske Ungdom). Vanaf 2006 verving ze Henrik Dam Kristensen in het Europees Parlement voor de Socialdemokraterne. In 2009 kandideerde zij zich met succes voor een nieuwe termijn.